# Kleobulos av Lindos
Kleobulos (grekiska: Κλεόβουλος) från Lindos var filosof och levde cirka 600 f.Kr. Han levde och verkade i hamnstaden Lindos på Rhodos. Han var en av Greklands sju vise. 
Asteroiden 4503 Cleobulus är uppkallad efter honom.